# I Spy
I Spy ist eine Kriminalkomödie der Regisseurin Betty Thomas aus dem Jahr 2002 mit Eddie Murphy und Owen Wilson in den Hauptrollen. Der Film basiert auf der gleichnamigen Fernsehserie aus den 1960er Jahren (deutscher Serientitel: Tennisschläger und Kanonen).

## Handlung
Alex Scott ist ein tollpatschiger Geheimdienstagent beim BNS (Bureau of National Security). Er erhält den Auftrag, einen US-Piloten aus einem Gefangenenlager im usbekischen Tian-Shan-Gebirge zu befreien. Dabei wird der Pilot erst durch eine von ihm verursachte Lawine verschüttet und dann von Kugeln durchsiebt, als Scott den verletzten Piloten auf dem Rücken tragend retten will. Vor seinem Tod hatte ihm der Pilot noch erklärt, dass er ein Flugzeug, das er gestohlen hatte, an den Waffenhändler Arnold Gundars verkauft hatte.
In Las Vegas besiegt in der Zwischenzeit Profi-Boxer Kelly Robinson seinen Herausforderer Blake Lirette, sodass es zum geplanten nächsten Kampf gegen Cedric Mills in Budapest kommt. Daraufhin bekommt Robinson einen Anruf von US-Präsident George W. Bush, dass man ihn für einen geheimen Auftrag im Dienste der US-Regierung benötigen würde.
Alex Scott und Kelly Robinson sollen nun gemeinsam den nächsten Auftrag ausführen: Das gestohlene Tarnkappenflugzeug, genannt Schnappmesser (im Original: Switchblade), das sich im Besitz von Arnold Gundars in Budapest befindet, sicherstellen, bevor es weiterverkauft wird. In Budapest treffen die beiden auf Agentin Rachel Wright, die später einer Autobombe zum Opfer fällt.
Während Robinson im Boxring steht, wird das unsichtbare Flugzeug von Scott gefunden, als es gerade für 1,2 Milliarden US-Dollar verkauft werden soll. Als Scott dazwischengeht und die Verbrecher überrascht, wird er von der vermeintlich getöteten Rachel Wright überwältigt, die sich als Doppelagentin herausstellt. Robinson kommt Scott zu Hilfe und beide können das Flugzeug in Besitz nehmen. Kurz nachdem sie damit starten, stürzen sie jedoch in die Donau. Das Flugzeug versinkt, doch eine zuvor vom Käufer daran angebrachte Atombombe können sie sicherstellen. Die entkommene Rachel Wright wird kurze Zeit später in Monte Carlo festgenommen. In der Öffentlichkeit werden nicht die beiden, sondern Agent Carlos als Retter genannt.

## Hintergrund
- Der Film wurde in Budapest, Vancouver und El Segundo gedreht.[2]
- Die Produktionskosten wurden auf 70 Millionen US-Dollar geschätzt. Der Film spielte in den Kinos weltweit rund 50,7 Millionen US-Dollar ein, davon rund 33,6 Millionen US-Dollar in den Kinos der USA und 2,2 Millionen US-Dollar in Deutschland.[3]
- Kinostart in den USA war am 1. November 2002, in Deutschland am 9. Januar 2003.

## Deutsche Synchronfassung
Die deutsche Synchronbearbeitung entstand bei PPA Film in München. Pierre Peters-Arnolds verfasste das Dialogbuch und führte zugleich Synchronregie.
| Darsteller       | Deutscher Sprecher | Rolle                         |
| ---------------- | ------------------ | ----------------------------- |
| Eddie Murphy     | Randolf Kronberg   | Special Agent Kelly Robinson  |
| Owen Wilson      | Philipp Moog       | Special Agent Alexander Scott |
| Famke Janssen    | Elisabeth Günther  | Special Agent Rachel Wright   |
| Malcolm McDowell | Dirk Galuba        | Arnold Gundars                |
| Gary Cole        | Gudo Hoegel        | Carlos                        |
| Darren Shahlavi  | Stephan Rabow      | Cedric Mills                  |
| Phill Lewis      | Tobias Lelle       | Jerry                         |
| Viv Leacock      | Jan Odle           | T.J.                          |

## Kritiken
Das Lexikon des internationalen Films urteilte: „Gängiges Buddy-Movie, bei dem sich die Partner einmal mehr zunächst nicht leiden können, um dann ihre Gemeinsamkeiten um so deutlicher zu erkennen. Eine Action-Komödie ohne Schwung, deren Kalkül nicht aufgeht, weil plumpe Dialoge die aufwändigen Spannungselemente torpedieren.“
Thomas Taborsky schrieb auf allesfilm.com: „In den frühen 60ern bricht am Höhepunkt des Kalten Kriegs ein wahrer Agenten-Boom in der Unterhaltungsindustrie aus. […] 1965 stößt I Spy dazu (zu Deutsch: Mit Tennisschlägern und Kanonen), eine Serie, die einen anderen Zugang zum Genre nimmt. […] Nie wurde die Begebenheit geklärt, wie das Agenten-Duo eigentlich entstand. „I Spy“, der Film, versucht, genau hier anzusetzen. Schnell ist die Serie, deren Realismus und vor allem deren Anspruch vergessen; Es bleibt nicht mehr viel Unterscheidungsmöglichkeit zwischen diesem Streifen und anderen Filmen mit ungleichen Paaren. Schon allein, weil das eine Mundwerk immer lose sitzt, der Ort des Geschehens eine osteuropäische Metropole ist und mit diversem High-Tech-Wunderwerk gezaubert wird, könnte man den Film für den Komödien-Bruder von „Bad Company“ halten.“
Fritz Göttler schrieb in Süddeutsche Zeitung: „Size matters – die Stunts sind laut und bunt und schrecklich kompliziert, für eine Verfolgung wird eine ganze Wagenladung neuer Straßenkreuzer verschrottet und zum Schluss der Bomber auf eine Donaubrücke gehievt. Die Stadt Budapest wird rasant und rücksichtslos verhackstückt.“

## Auszeichnungen
- Für den Negativpreis Goldene Himbeere 2003 war der Film dreimal nominiert: In den Kategorien Schlechteste Neuverfilmung, Schlechtester Schauspieler (Eddie Murphy), sowie Schlechtestes Leinwandpaar.
- Eddie Murphy gewann für die schauspielerische Leistung in diesem und in fünf weiteren Filmen die Goldene Himbeere 2010 als Schlechtester Schauspieler des Jahrzehnts.
- Bei den Taurus Awards 2003 war der Film in der Kategorie Bester Stunt in der Höhe nominiert.